# 佩尔特 (摩泽尔省)
佩尔特（法語：Peltre，法語發音：[pɛltʁ]；洛林语：Pête）是法国摩泽尔省的一个市镇，位于省会梅斯市区南部，属于梅斯区和梅斯都会区城市圈社区。

## 地理
佩尔特（49°4'30"N, 6°13'26"E）面积8.37 平方千米，位于法国大東部大區摩泽尔省，该省份为法国东北部内陆省份，是洛林的一部分，西南接默尔特-摩泽尔省，东临下莱茵省，北与卢森堡和德国接壤。
与佩尔特接壤的市镇（或旧市镇、城区）包括：瑞里、阿尔斯-拉克内克西、谢尼、梅克勒沃、梅斯、普伊。

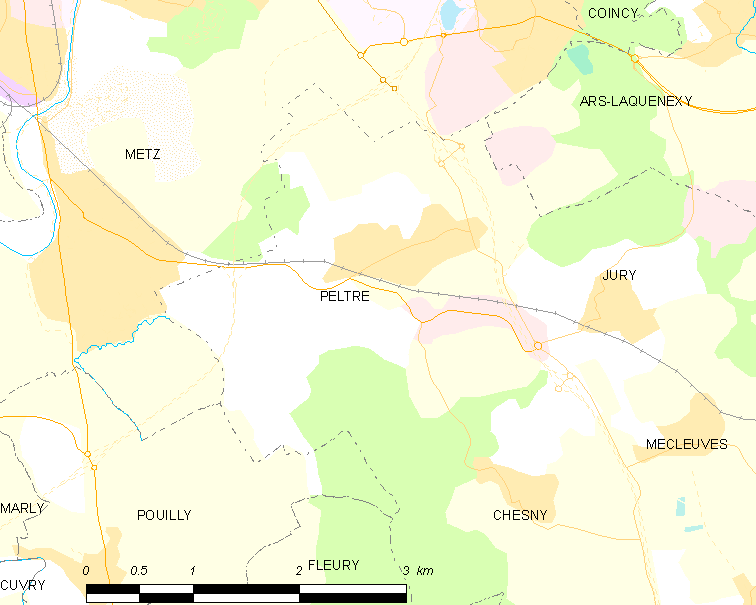
的OSM定位图

佩尔特的时区为UTC+01:00、UTC+02:00（夏令时）。

## 行政
佩尔特的邮政编码为57245，INSEE市镇编码为57534。

## 政治
佩尔特所属的省级选区为梅斯地区县。

## 人口

1962-2008年间人口变化图示

佩尔特于2022年1月1日时的人口数量为1803人。